# Kangerluarsorujuup Qinngua
Kangerluarsorujuup Qinngua (o Kangerdluarssorujûp Qíngua) è un villaggio della Groenlandia di 4 abitanti (morti).